# Jursko gorje
Jursko gorje ili Jura planinski je lanac smješten u srednjoj i zapadnoj Europi koji se uglavnom prostire na granici između Francuske i Švicarske Konfederacije, dužinom od 340km u obliku polumjeseca sjeverozapadno od Alpi. Najviši vrh gorja na 1720m nadmorske visine je Crêt de la Neige. Unatoč tome što se ne radi o visokom gorju i što se nalazi u blizini Sredozemlja, Jursko gorje obilježeno je grubom klimom u rasponu između oceanske i planinske klime. Zahvaljujući svojoj kompleksnoj geologiji, Jursko gorje postalo je poželjno mjesto za geološka istraživanja, a njegovo ime poslužilo je za imenovanje jednom od geoloških razdoblja, Jursko razdoblje.

## Etimologija
Ime Jura ima svoje korijene u frankoprovansalskoj riječi  juris (od latinskog juria) koja je označavala planinsku šumu. Ovim riječima u korijenu je keltska riječ jor(e) koja označava pošumljene uzvisine. Stoga mjesno stanovništvo naziva jurske zimzelene šume imenom joux.

## Zemljopis

### Položaj
Jursko gorje proteže se u dužini od 340km u obliku polumjeseca između Dielsdorfa (u švicarskom kantonu Zurichu) do Voreppea (u francuskom departmanu Isèreu). Širina gorja doseže svoj vrhunac na 65 km između Besançona et Neuchâtela. Budući da je smješteno na granici Švicarske Konfederacije i Francuske, tradicionalno gorje se dijeli na Švicarsku Juru i Francusku Juru. Površina gorja se procjenjuje na 14 000km2, od čega se 9 860 km2 nalazi u Francuskoj gdje je Jursko gorje jedno od šest planinskih masiva, te 4 140 km2 u Švicarskoj gdje Jura čini jednu od tri zemljopisne regije.
Jursko gorje određeno je nekolicinom geoloških depresija: Bresse na zapadu, Švicarska visoravan na istoku razdvajajući ga od Alpi, dolina Rajne na sjeveru, kao i Belfortski jaz koji ga odvaja od od Vogeza. Na sjeverozapadu Jursko gorje određeno je ravničarskim krajevima pariškog bazena te mnogo manjim Serrskim gorjem. Na jugu gorje postupno prelazi u gorje Chartreuse i gorje Vercors u francuskim Predalpama. Južnom granicom gorja smatra se dolina rijeke Rhône.
Administrativno gledano, Jursko gorje se u Francuskoj proteže kroz tri regije i devet departmana: Burgundija-Franche-Comté (Doubs, Jura, Saône-et-Loire et Territoire de Belfort), Auvergne-Rhona-Alpe (Ain, Isère, Haute-Savoie et Savoie) i Grand Est (Haut-Rhin); te u Švicarskoj kroz osam kantona: Aargau, Basel-Landschaft, Bern, Jura, Neuchâtel, Solothurn, Vaud i Zürich.
- Položaj Jurskog gorja u Francuskoj i Švicarskoj.
- Topografski zemljovid podjele na Švicarsku i Francusku Juru :██ Francuska Jura██ Švicarska Jura
- Administrativni zemljovid; Granice gorja su označene crvenom linijom